# Langres
Langres /lɑ̃ɡʁ/ è un comune francese di 7 731 abitanti nel dipartimento dell'Alta Marna, regione Grande Est.

## Geografia fisica
Il centro abitato si trova su un promontorio calcareo dell'altopiano di Langres (in francese: Plateau de Langres), in prossimità delle sorgenti del fiume Marna.

## Storia
Langres è l'antica Andematunum (o Andemantunnum), la capitale dei Lingoni in epoca gallo-romana. Il nome ricorre nei cippi miliari, nella Tavola Peutingeriana e nell'Itinerario antonino Perdette la sua autonomia per la partecipazione di Giulio Sabino alla rivolta di Giulio Classico (69-71).
Sede vescovile dal III secolo, i suoi vescovi detennero il potere temporale: ebbero il diritto di battere moneta, il titolo di «conte» dall'XI secolo e, a partire dal XII secolo, quello di «duca» e «pari di Francia». Durante l'Ancien Régime i vescovi-duca di Langres, al terzo posto fra i pari ecclesiastici, portavano lo scettro durante la cerimonia di incoronazione del re di Francia.

## Monumenti e luoghi d'interesse
La cattedrale di San Mamete (Saint-Mammès), eretta nel corso della seconda metà del XII secolo, pur avendo forme ancora romaniche, in alcuni suoi elementi decorativi anticipa il gotico.

## Società

### Evoluzione demografica
Abitanti censiti

## Cultura
In città si trova il Museo dell'Illuminismo Denis Diderot, organizzato in stanze tematiche, tra cui una cronologia dell'Illuminismo.

## Amministrazione

### Gemellaggi
- Ellwangen, dal 1964
- Abbiategrasso, dal 1964
- Beaconsfield, dal 1995